# Nazaire de Lérins
Nazaire, abbé de l'abbaye bénédictine de Saint Honorat de Lérins, mort vers 450.

## Hagiographie
Nazaire fut abbé de Saint Honorat de Lérins, ainsi que Vincent de Lérins, mort vers 445 et Amand de Lérins mort en 708.
Ces trois abbés de l'abbaye Saint-Honorat de Lérins par la sagesse de leur gouvernement et leur fidélité à la vie monastique ont acquis, selon l'Église catholique, droit à la sainteté.

### Lien Web
- Nazaire sur Nominis.